# Ed Ingram
Edward Ingram (DeSoto, Texas, 11 de febrero de 1999) más conocido como Ed Ingram, es un jugador profesional estadounidense de fútbol americano, se desempeña en la posición de lineman en Minnesota Vikings, en la National Football League (NFL).

## Carrera
Fue seleccionado en la Reunión Anual de Selección de Jugadores de la NFL de 2022. Hizo su debut profesional con el equipo Minnesota Vikings, lleva jugando dos temporadas.